# Forandiopsis
Forandiopsis är ett släkte av skalbaggar. Forandiopsis ingår i familjen vivlar.
Kladogram enligt Catalogue of Life:
| Forandiopsis | \| \| Forandiopsis carinulata \| \| \| \| |
|              | \| \| Forandiopsis carinulata \| \| \| \| |
|              | Forandiopsis carinulata                   |
|              |                                           |